# Угольсько-Широколужанський заповідний масив
У́гольсько-Широколужа́нський запові́дний маси́в — заповідна територія у складі Карпатського біосферного заповідника. Розташований у межах Тячівського району Закарпатської області, на південних схилах гори Манчул (1501 м) та південних і південно-західних схилах хребта Красна (1568 м), в межах висот 400—1280 м над рівнем моря. 
Загальна площа масиву — 15580 га. Перебуває у віданні Карпатського біосферного заповідника. 
Масив входить до складу транскордонного природного об'єкта Букові праліси Карпат та інших регіонів Європи, що складається з 78 окремих масивів, які розташовані на території 12 країн. Об'єкт Всесвітньої спадщини ЮНЕСКО. Лише тут найкраще зберігся неоціненний генофонд бука лісового (Fagus sylvatica) та ряду інших видів з його ареалу. Букові праліси Карпат є надзвичайно важливими для розуміння повної картини історії та еволюції роду бука (Fagus), який завдяки своїй поширеності у північній півкулі є глобально важливим. Бук є однією із найважливіших складових помірних широколистяних лісів, які колись займали 40 відсотків території Європи. 

## Історія
Карпатський лісовий заповідник був створений постановою Ради міністрів УРСР в 1964 році для охорони унікальних букових пралісів і тису. Угольська ділянка на південних схилах полонини Манчул та Красної площею 4724 га розташована в басейнах річок Мала і Велика Уголька. У складі Карпатського заповідника з 1968 року. Широколужанська ділянка (приєднана до заповідника у 1979 році) розташована в басейні річки Лужанки.

## Геологічна будова та особливості рельєфу

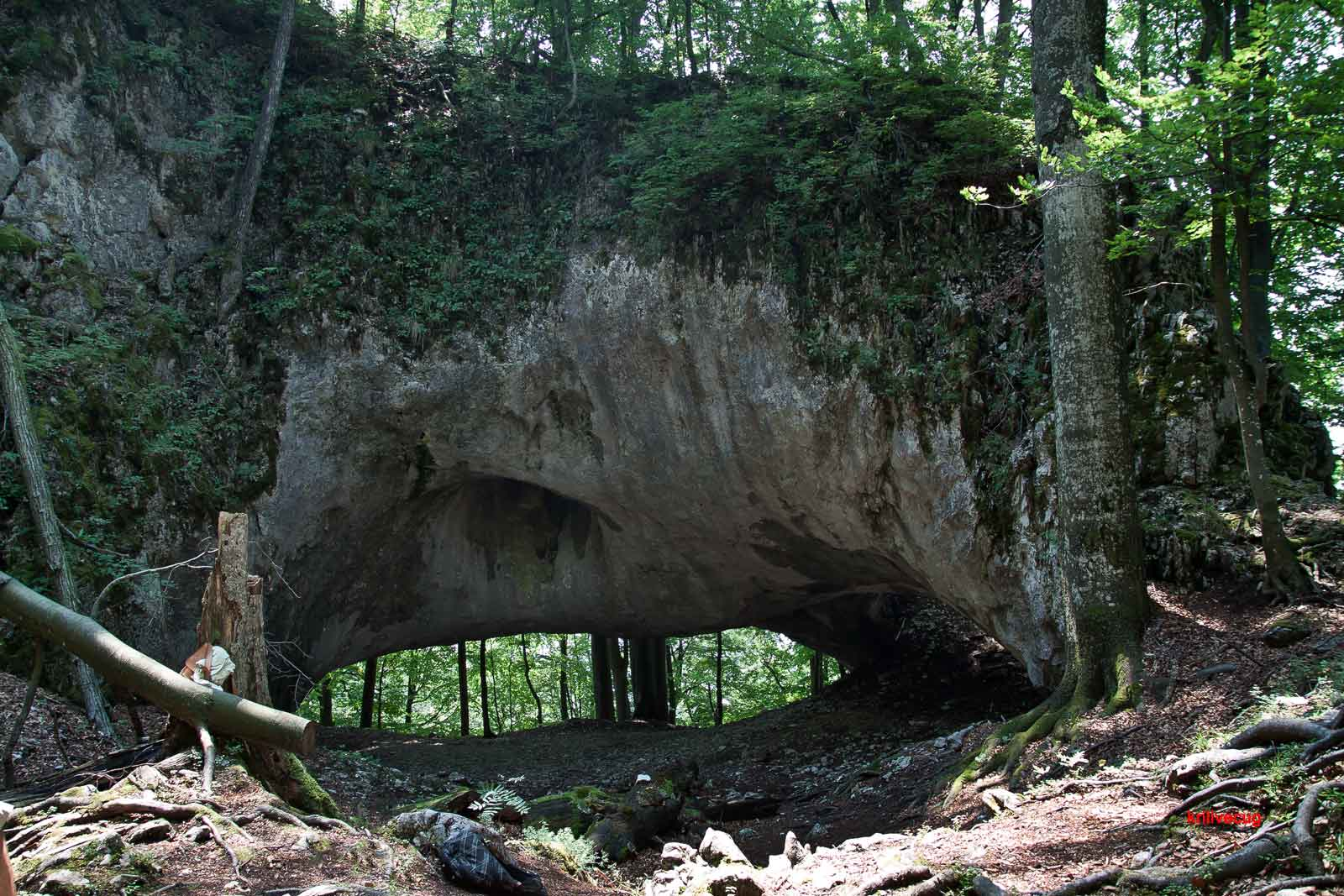
Скеля «Карстовий Міст» біля села Мала Уголька

Геологічний фундамент масиву утворений потужними шарами флішу. Для Угольської ділянки масиву характерна наявність великих блоків вапняку з добре розвинутими карстовими утвореннями (див. Стрімчак-скеля Кам'яні ворота). Висота окремих вапнякових скель, сягає сімдесяти метрів. Тут налічується понад тридцять печер, в тому числі найбільша печера Карпат — «Дружба» із загальною довжиною ходів близько 1 км. В печері «Молочний Камінь» знайдена пізньопалеолітична стоянка стародавньої людини. Основними водотоками заповідного масиву є р. Мала і Велика Угольки та р. Лужанка. Найвищі вершини заповідного масиву — Угольська Плеша (1108 м), Поганська Кичера (1092 м), Видножанська Кичера (1072 м), Вежа (937 м).

## Клімат
Клімат району теплий, помірний і вологий у передгір'ї, прохолодний і дуже вологий в високогір'ї. Потужний хребет захищає масив від північних вітрів — переважають вітри західних і південно-західних напрямків. Середньомісячна температура січня становить −4,5°, липня + 17,2°, середньорічна +7,1°. Середньорічна кількість опадів становить 1390 мм.

## Ґрунти
В нижній частині Угольсько-Широколужанського масиву сформувалися світло-бурі середньо-суглинні потужні ґрунти, вище — темно-бурі лісові. На вапняках утворилися щебенисті, а в долинах річок — дернові, іноді глеєві ґрунти.

## Рослинний покрив
Масив розташований у зоні букових лісів, де переважають зональні бучини, що утворюють також і верхню межу лісу на висотах 1200 — 1300 м. Вище, здебільшого в улоговинах, трапляються фрагменти криволісся з вільхи зеленої. На вапнякових оголеннях збереглися унікальні для Карпат тисово-букові угруповання та угруповання з участю ялівцю козацького. Тут представлені також реліктові рослини, зокрема дуб скельний. У межах масиву охороняються найбільші за площею в Європі букові праліси, в яких усяка господарська діяльність повністю заборонена. Тут чимало буків сягають висоти 40 м, товщини до 1 м і живуть 250—300 років.

## Флора і фауна

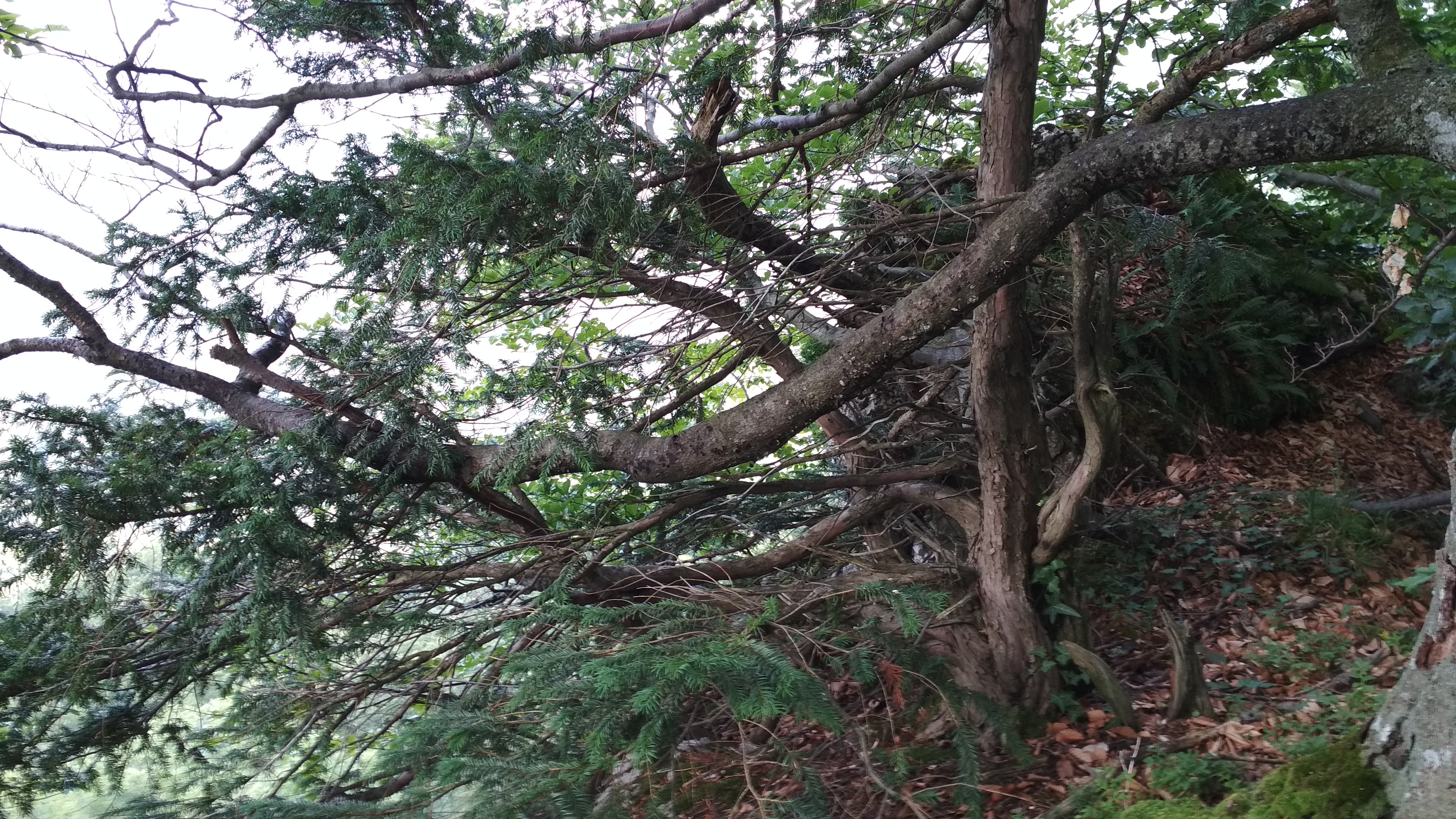
Тис ягідний на скелі Чурь

Флора масиву нараховує понад 700 видів. Найбільше флористичне багатство властиве вапняковим виходам, де зростають ялівець козацький (єдине місце зростання в Карпатах), дуб скельний, жостір проносний, липа широколиста, тис ягідний (близько 1,5 тис. екземплярів), а з рідкісних трав'янистих видів — арум альпійський, булатка червона, вужачка звичайна, в'язіль стрункий, дзвоники карпатські, еритроній собачий зуб, коральковець тричінадрізаний, кортуза Маттіолі, півники несправжньо-смикавцеві, борідник Прейса, ломикамінь волосистий, очиток іспанський.

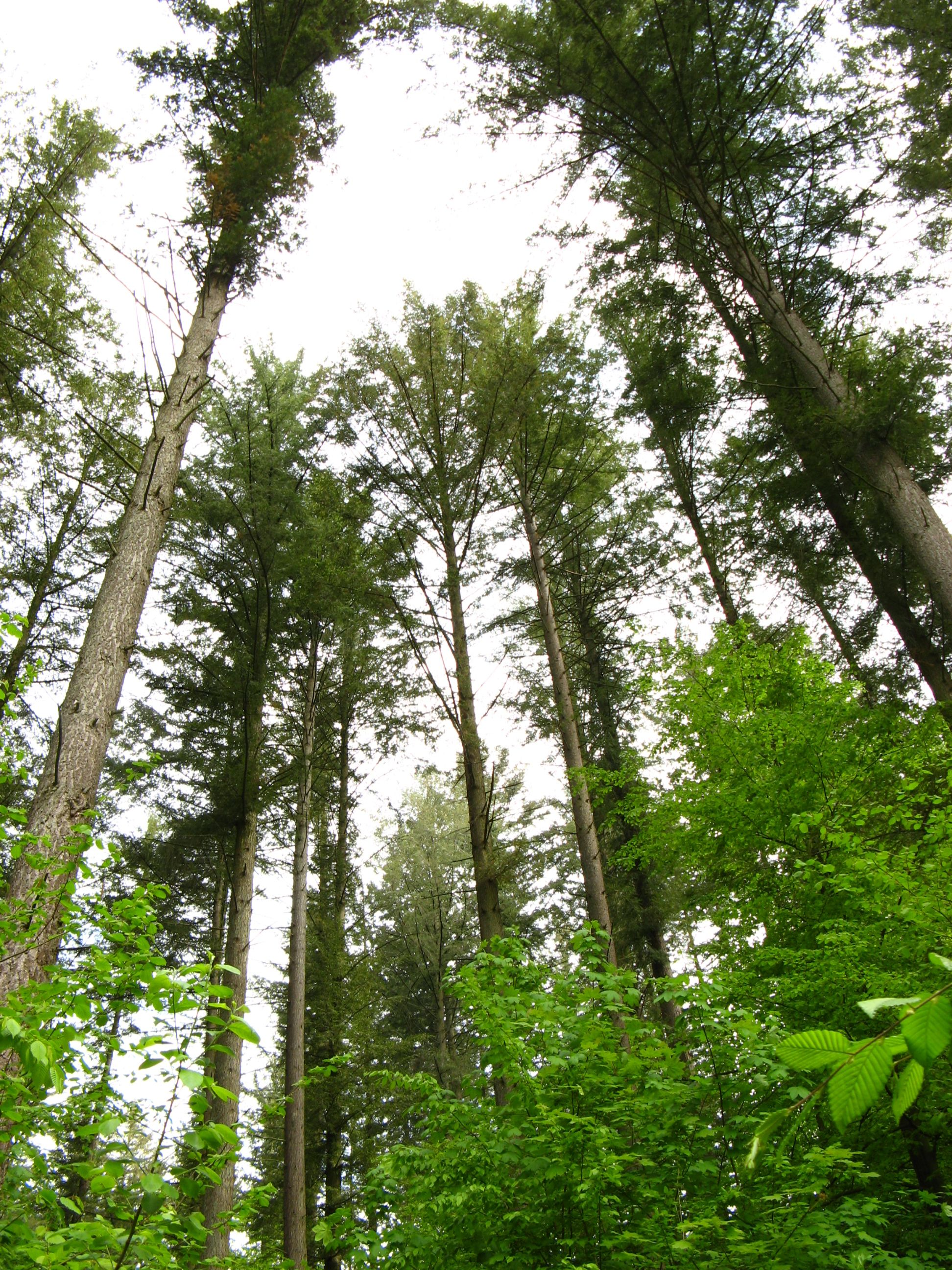
Псевдотсуга в Угольському масиві

Фауна букових пралісів масиву дуже своєрідна. Тут трапляються як суто «тайгові» види — рись євразійська, сова довгохвоста, чорний дятел, снігур, так і види, характерні для широколистяних лісів. Вони представлені чорним дроздом, середнім, білоспинним та сивим дятлами, мухоловкою білошиєю, костогризом, голубом-синяком, ліщиновим вовчком, лісовим котом, кабаном, плямистою саламандрою. Звичайними на території масиву є олень благородний, лісова куниця, руда нориця, канюк звичайний, повзик звичайний, трав'яна жаба — види, які поширені по всьому лісовому поясу Карпат. 3 рідкісних, занесених до Червоної книги України, тварин відмічені: кутора мала, горностай, видра річкова, пугач звичайний, чорний лелека, полоз лісовий, тритон карпатський тощо. Дуже різноманітна фауна рукокрилих, більшість з яких пов'язана з карстовими печерами. Загалом їх нараховується 20 видів, з яких 8 відносяться до рідкісних. Це підковоноси великий і малий, широковух звичайний, довгокрил звичайний, нічниця триколірна, довговуха і війчаста та вечірниця мала. Зимою скупчення рукокрилих в підземних сховищах налічують близько півтори тисячі особин, основну частину яких складають нічниці велика і гостровуха. Тільки в печері «Дружба» зимує понад 1000 кажанів, які належать до 14 видів. Комахи представлені типовими мезофільними середньоєвропейськими видами. Серед них такі рідкісні види, як жук-самітник, жук-олень, вусач альпійський, великий дубовий вусач, метелики мнемозина, сатурнія аглія та інші. В карстових печерах Угольки відмічена унікальна фауна безхребетних-троглобіонтів, серед яких є ряд вузькоендемічних видів, зокрема жук дюваліус закарпатський та ногохвістка віллемія віри. Лише на території цього масиву в Закарпатті знайдено рідкісні, занесені до Червоної книги України види молюсків: гранарію зернову, серуліну зубчасту, хондрину вівсяну. У річках водяться пструг струмковий, харіус європейський, мересниця річкова, а також мінога угорська, що належить не до справжніх риб, а до класу круглоротих.

## Цікаві факти
- Лужанка — це єдина річка заповідника, куди на нерест заходить «червонокнижний» лосось дунайський (Hucho hucho).
- Біля контори Угольського лісництва (на північній околиці с. Мала Уголька) впадає в очі хвойне насадження, яке не схоже на угруповання місцевих порід — смереки чи ялиці. Тут росте прибулець з Північної Америки, славнозвісна псевдотсуга тисолиста (Pseudotsuga taxifolia), що на батьківщині займає величезні площі й досягає неймовірних розмірів — до 100 метрів у висоту та кількох метрів у діаметрі. Це дерево має надзвичайно цінну деревину, що й спонукало місцевих лісівників понад сто років тому створити тут насадження дугласієвої ялиці (саме так називають у народі пседотсугу).